# Rag'n'Bone Man
Рорі Чарльз Грем (англ. Rory Charles Graham, нар. 29 січня 1985, Укфілд, Східний Сассекс, Англія), більш відомий як Rag'n'bone Man — англійський співак та автор пісень, відомий своїм характерним глибоким баритоном. Його перший хіт-сингл «Human» був представлений у 2016 році, а дебютний однойменний альбом вийшов у лютому 2017 року. Цього ж року на церемонії Brit Awards Rag'n'bone Man отримав нагороду у номінації «прорив року — британський виконавець» та «вибір критиків»

## Життєпис
Рорі Чарльз Грем народився 29 січня 1985 року у містечку Укфілд, графство Східний Сассекс на південному-сході Англії. Рорі відвідував школу King's Academy Ringmer у селі Рінґмер, із якої був виключений, а опісля вступив у Uckfield College у рідному місті.
Рорі почав виступати в п'ятнадцятирічному віці, виконуючи блюзові стандарти і відомі соул-композиції. До своїх кумирів Рорі зараховує Оскара Пітерсона, Пола Дезмонда і Мадді Уотерса.
У вісімнадцять років Рорі переїжджає в Брайтон, відомий своїми інді-виконавцями: The Kooks, Bat For Lashes, The Go! Team. На концертному майданчику Concorde 2 Рорі виступав на розігріві у хіп-хоп виконавців Pharoahe Monch і KRS-One.
У 2012 році виходить перший міні-альбом «Bluestown», а в 2014 році — міні-альбом «Wolves». У 2015 виходить черговий міні-альбом «Disfigured», трек «Bitter End» з якого отримує ротацію на радіо BBC 1Xtra. Інший трек з альбому — «Hard Came the Rain» — був навіяний сценою із серіалу «Гра престолів», в якому помирала дівчина одного з його героїв — Джона Сноу.
Першим хітом Грема стала пісня «Human», яка посіла перше місце в чартах Австрії, Німеччини та Швейцарії. Однойменний кліп через три місяці зібрав на YouTube більше 10 мільйонів переглядів (738 мільйонів переглядів на 19 січня 2019 року). Крім просування вже на той момент традиційними онлайн-методами, Рорі Грем також відвідав дванадцять радіостанцій в Німеччині і дав інтерв'ю кожній з них.
Дебютний диск Rag'n'Bone Man вийшов в лютому 2017 року і також отримав назву «Human». Критики відзначають, що незважаючи на брутальний зовнішній вигляд Грема, диск містить повільні ритми, позбавлені властивого більшості хіп-хоп виконавців нігілізму, а треки «Odetta» і «Ego» містять елементи крунінгу
У квітні 2017 року записав спільний з Gorillaz трек «The Apprentice». 21 лютого 2018 відбувся спільний виступ Rag'n'Bone Man і Джорджи Сміт на врученні Brit Awards.

## Дискографія
- Human (2017)
- Life By Misadventure (2021)

## Нагороди і номінації
| Рік  | Нагорода                  | Категорія                              | Номінант / робота     | Результат | Прим.  |
| ---- | ------------------------- | -------------------------------------- | --------------------- | --------- | ------ |
| 2017 | Brit Awards               | Critics' Choice Award                  | Rag'n'Bone Man        | Перемога  |        |
| 2017 | Brit Awards               | British Breakthrough Act               | Rag'n'Bone Man        | Перемога  |        |
| 2017 | Echo Awards               | International Newcomer                 | Rag'n'Bone Man        | Перемога  |        |
| 2017 | Echo Awards               | International Rock/Pop Male Artist     | Rag'n'Bone Man        | Перемога  |        |
| 2017 | MTV Europe Awards         | Best New Act                           | Rag'n'Bone Man        | Номінація |        |
| 2017 | MTV Europe Awards         | Best Push Act                          | Rag'n'Bone Man        | Номінація |        |
| 2017 | NRJ Music Awards          | International Breakthrough of the Year | Rag'n'Bone Man        | Перемога  |        |
| 2017 | Žebřík Music Awards       | Best International Discovery           | Rag'n'Bone Man        | Номінація | [ 12 ] |
| 2018 | Brit Awards               | British Male Solo Artist               | Rag'n'Bone Man        | Номінація |        |
| 2018 | Brit Awards               | British Album of the Year              | Human                 | Номінація |        |
| 2018 | Brit Awards               | British Single of the Year             | «Human»               | Перемога  |        |
| 2018 | GAFFA Awards              | Best Foreign New Act                   | Rag'n'Bone Man        | Номінація |        |
| 2020 | Ivor Novello Awards       | Most Performed Work                    | «Giant»               | Перемога  | [ 13 ] |
| 2020 | Brit Awards               | Song of the Year                       | «Giant»               | Номінація | [ 14 ] |
| 2021 | Berlin Music Video Awards | Best Concept                           | «All You Ever Wanted» | Номінація | [ 15 ] |
| 2022 | Ivor Novello Awards       | Best Song Musically & Lyrically        | «All You Ever Wanted» | Номінація | [ 16 ] |
| 2022 | GAFFA Awards              | International Solo Act                 | Rag'n'Bone Man        | Номінація | [ 17 ] |
| 2022 | GAFFA Awards              | International Album                    | Life by Misadventure  | Номінація | [ 17 ] |